# معركة العقاب
معركة العِقَاب أو معركة لاس نافاس دي تولوسا (بالإسبانية: Batalla de Las Navas de Tolosa)‏، هي معركة وقعت في 16 يوليو 1212م، الموافق لـ 609هـ، وشكلت نقطة تحول في تاريخ شبه جزيرة أيبيريا. تجمعت قوات الملك ألفونسو الثامن ملك قشتالة ومنافسوه السياسيين سانشو السابع ملك نافارا وألفونسو الثاني ملك البرتغال وبيدرو الثاني ملك أراغون ضد قوات الموحدين حكام الجزء الجنوبي من شبه الجزيرة الأيبيرية ومناطق واسعة من شمال وغرب أفريقيا. قاد قوات الموحدين السلطان محمد الناصر التي جاءت من شتى مناطق الدولة للمشاركة في المعركة.

## التسمية
وقعت المعركة في واد يسميه الإسبان نافاس قرب بلدة تولوسا وهذا سبب تسميتها بمعركة لاس نافاس دي تولوسا، ووقعت كذلك قرب حصن أموي قديم يسمى العُقاب (بضم العين) ولذلك تسمى في التاريخ العربي باسم معركة العقاب أو معركة حصن العقاب.

## ما قبل المعركة
كان لهزيمة الملك القشتالي ألفونسو الثامن في معركة الأرك التي وقعت عام 1195 م الأثر الكبير في توطيد حكم المسلمين في الأندلس وتوسعة أراضيهم فيها فقد استرجع المسلمون كلا من مدن ترجالة وبلاسينثيا وطلبيرة وقونكة وقلعة رباح والعديد من المدن والقلاع الأخرى. وقد تركت تلك المعركة أثرا في قلب ألفونسو الثامن الذي كانت تحدث نفسه بالانتقام على الرغم من أنه اضطر إلى عقد هدنة مع الموحدين بعد معركة الأرك. استغل الملك ألفونسو الهدنة في تحصين مملكته وكذلك في تأليب بقية مسيحيي أوروبا ضد المسلمين فقد استطاع أن يجلب ود منافسيه السياسيين في أيبيريا ملوك البرتغال ونافارة وأراغون. نقض ألفونسو الهدنة عام 1209 م بقيامه باقتحام حصن رباح في وسط الأندلس وأغار على جيان وبياسة وأجزاء من مرسية. إثر ذلك أعلن السلطان محمد الناصر الجهاد وأمر بتجهيز الجيوش لإيقاف المد الصليبي ويذكر بعض المؤرخين المسلمين أن تعداد الجيش الإسلامي وصل لثلاث مئة ألف مقاتل وآخرون يوصلون العدد لنصف مليون مقاتل لكثرة المتطوعين فيه.
سار محمد الناصر بقواته إلى الأندلس واستقر في إشبيلية وأرسل جزءا من جيشه لتحرير قلعة رباح ذات الموقع الإستراتيجي وبعد حصار دام 8 أشهر استطاع المسلمون أن يغزوا ذلك الحصن. استغل ألفونسو الثامن ذلك الوضع وبعث إلى البابا إنوسنت الثالث يدعوه لإعلان حرب صليبية في أوروبا وقد استجاب له البابا فأمر بمساعدته وأعلنها حربا صليبية لا يحل الغفران على من لا يساعد أو يشارك فيها. أرسلت الدويلات الإيطالية وفرنسا الجنود والمؤن لدعم التحالف المسيحي.
تحرك الصليبيون باتجاه قلعة رباح وكانت حامية القلعة الإسلامية لا تزيد عن 100 فارس إلا أنهم قاوموا مقاومة عنيفة ثم استسلموا في نهاية الأمر لعدم تكافؤ الطرفين ولعدم وصول الإمدادات من المسلمين. عندما علم محمد الناصر بذلك حرك جيشه باتجاه الشمال والتقى الطرفان في الثالث عشر من يونيو.

## المعركة
التقى الطرفان على جبل الشارات وعسكروا في أطراف تلك الجبال. نظمت الصفوف وحمس الجنود وكان الجميع بانتظار شرارة البداية حتى كان السادس عشر من يونيو الموافق الخامس عشر من صفر 609 هـ. في ذلك اليوم التحم الجيشان وفي بادئ الأمر قاومت مقدمة الجيش الإسلامي المؤلفة من المتطوعين المغاربة وصدر الجيش المكون من الجيش النظامي الموحدي قاوموا فرسان التحالف المسيحي مقاومة شرسة حتى بدأت قوات المسيحيين بالتراجع وظهرت عليهم أمارات الخوف. استشار ألفونسو قادة جيشه وكبار دولته فأشاروا عليه بمحاولة حصار الجيش الإسلامي وكان صوابا أن فعل فانطلق جناحا الجيش المسيحي المكون من قوات نافارة وأراجون وطوقوا جيش محمد الناصر الأمر الذي أدى إلى اضطراب الجيش وانسحاب جناحاه من أرض المعركة. بعد ذلك اقتحم المسيحيون الجيش الإسلامي وقتلوا أغلب من فيه وانسحب من استطاع أن ينسحب إلى بلاد المغرب وكان منهم السلطان محمد الناصر ومجموع الجنود.

## ما بعد المعركة
فر السلطان محمد الناصر مكرها، فبعد أن رأى هزيمة جيشه ومقتل ابنه على أرض المعركة جلس في خيمته منتظرا الموت أو الأسر إلا أن جموع المسلمين المنسحبة أجبرته على الفرار معها فانطلق حتى وصل إلى إشبيلية ومنها إلى مراكش حيث توفي بعد فترة قصيرة في عام 1213 م. بعد انتهاء المعركة مباشرة تقدم المسيحيون تجاه حصن مدينة أوبيدا واستردوا الحصن والمدينة وقتلوا 60 ألفا من أهلها.
من أوبيدا انطلق فرناندو الثالث من قشتالة باتجاه قرطبة واحتلها عام 1236 وجيان عام 1246 وإشبيلية عام 1248 ثم سقطت كل من أركش وقادس وشذونة وكان فرناندو الثالث بعد هذه الانتصارات يطمح إلى عبور مضيق جبل طارق وضرب دولة الموحدين في عقر دارها إذ كانت تعاني من الانقسامات والثورات ولا يزال أثر الهزيمة فيها. لم يمنع فرناندو من التقدم سوى موته في إشبيلية عام 1252.
على جبهة أخرى قام ملك أراغون وكونت برشلونة خايمي الأول بالتوسيع مملكته باحتلال جزر الباليار بين عامي 1228 و1232 ومدينة بلنسية عام 1238، لم يتبق للإسلام في الأندلس سوى غرناطة التي صمدت خلف حصونها المنيعة وبقي بنو الأحمر يحكموها حتى عام 1492. بعد سقوط دولة الموحدين في الأندلس على يد المسيحين وسقوط معظم أجزائها في أفريقيا على يد القوى المحلية قامت دولة المرينيون على أراضي دولة الموحدين وقاموا بعدة معارك في بلاد الأندلس ولكن النصر لم يكن حليفهم فيها.

## الهزيمة وأسبابها
بالغت الروايات الإسبانية فزعمت أن قتلى المعركة بلغ مائة ألف، حتى اعتبر الأسبان يوم 16 يوليو عيدا عرف باسم عيد انتصار 333
لقد تضافرت عدة عوامل لواقع هذه النكبة لعل منها إساءة وزير الناصر للقواد الأندلسيين وقتل قائدهم يوسف بن قادس مما أثّر في نفوس الأندلسيين، بل أنه أثار حفيظة القوات المغربية نفسها بحبس أعطيات الجنود، لهذا يشير مؤلف كتاب المعجب إلى ذلك بقوله: «أنهم لم يسلوا سيفا.. بل انهزموا لأول حملة الإفرنج عليهم قاصدين لذلك». وأيا كانت الأسباب فقد كانت وقعة العقاب كارثة على الأندلس وعلى دولة الموحدين، ويشير الشاعر ابن الدباغ الإشبيلي إلى هذا الحدث بقوله: